# Rivière-du-Moulin
Pour les articles homonymes, voir Moulin (homonymie) et Rivière du Moulin.

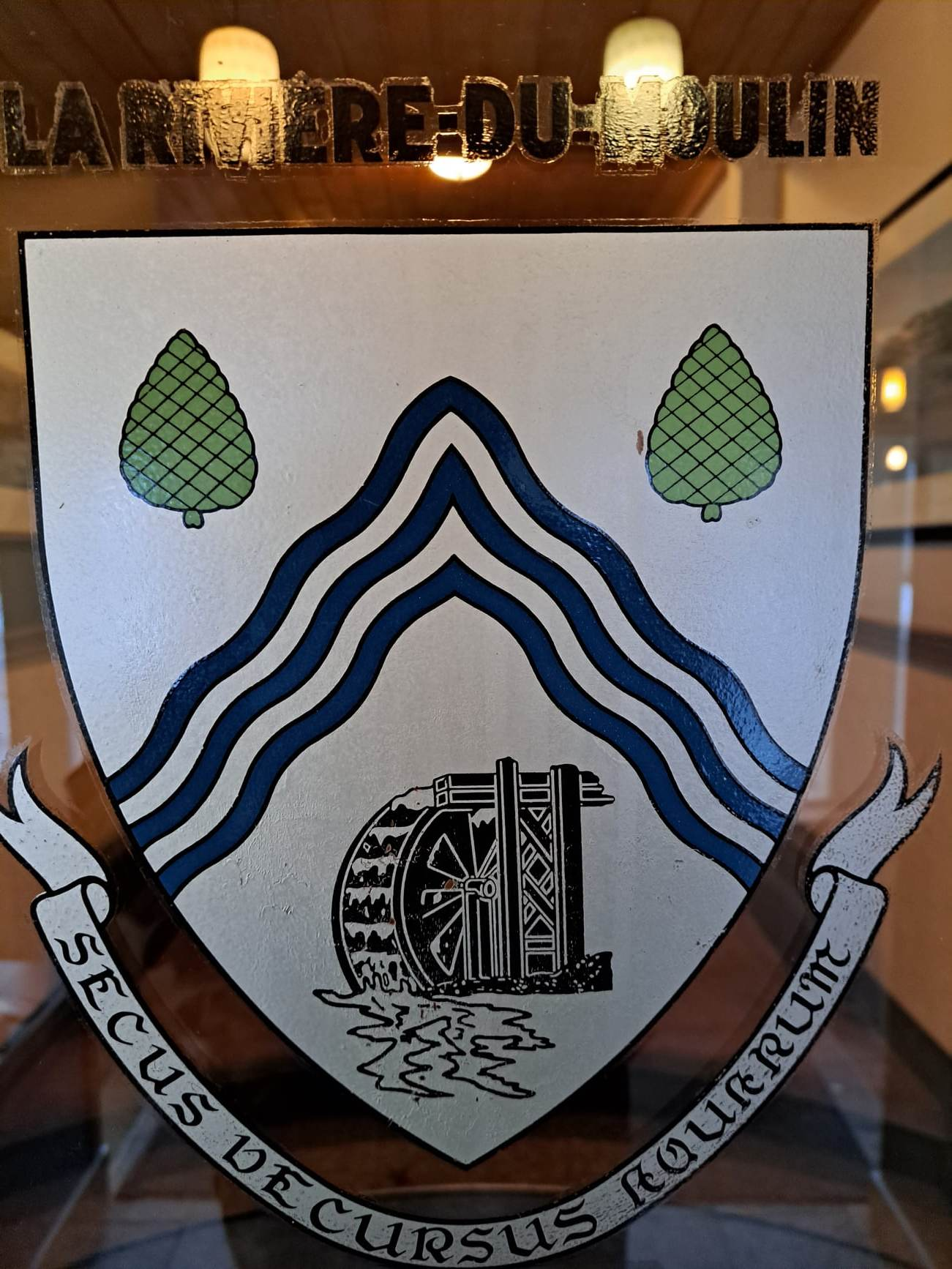
Armoiries Secus Decursus Aquarum : suivre le cours de l'eau.

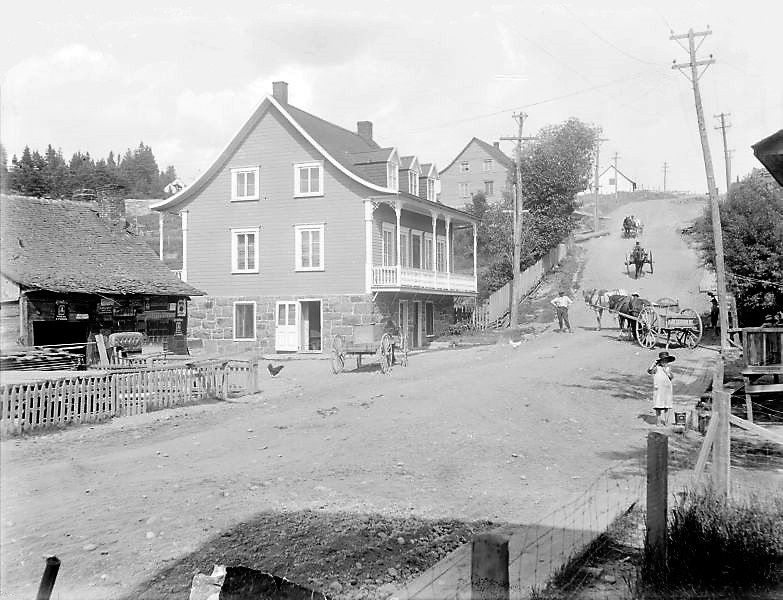
La côte du Parasol en 1914.

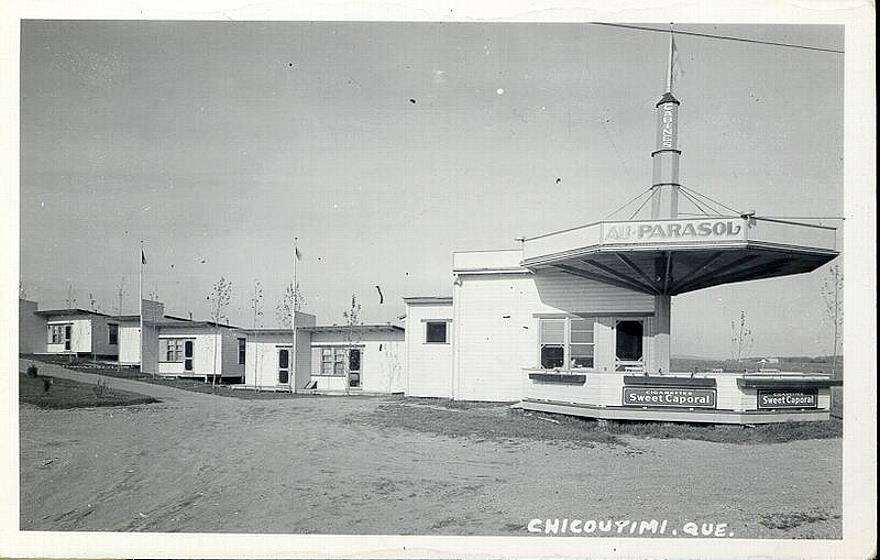
Le motel Parasol vers 1940.

Rivière-du-Moulin (un village construit près de la rivière du Moulin ou Langevin) est aujourd'hui un quartier de l'arrondissement Chicoutimi de la ville de Saguenay, au Québec.  

## Histoire
Rivière-du-Moulin s'est développé au XIXe siècle autour du moulin à scie de Peter McLeod et William Price. 
Au milieu du XXe siècle, deux paroisses divisaient le village de Rivière-du-Moulin : Saint-Nom-de-Jésus, près de la rivière du Moulin, et Saint-Isidore (créée en 1954), en haut de la côte du boulevard du Saguenay Est.
En 1976, les municipalités de Chicoutimi, Chicoutimi-Nord et Rivière-du-Moulin fusionnent pour former la nouvelle ville de Chicoutimi... qui deviendra, en 2002, un arrondissement de Saguenay.

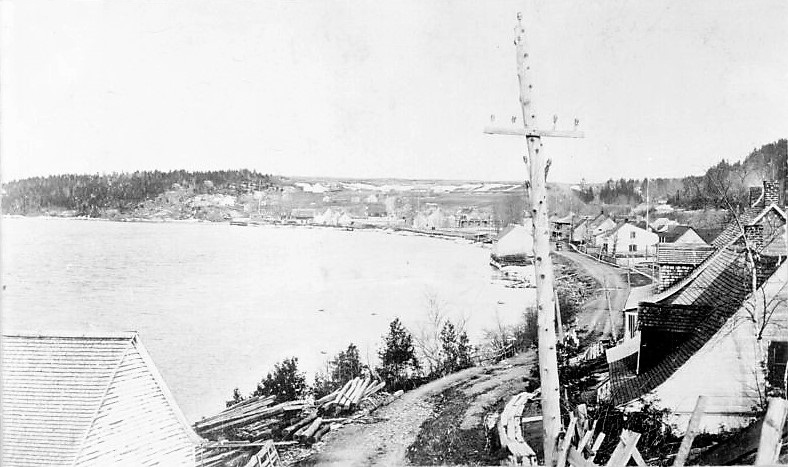
Rivière-du-MoulinLa route vers 1900
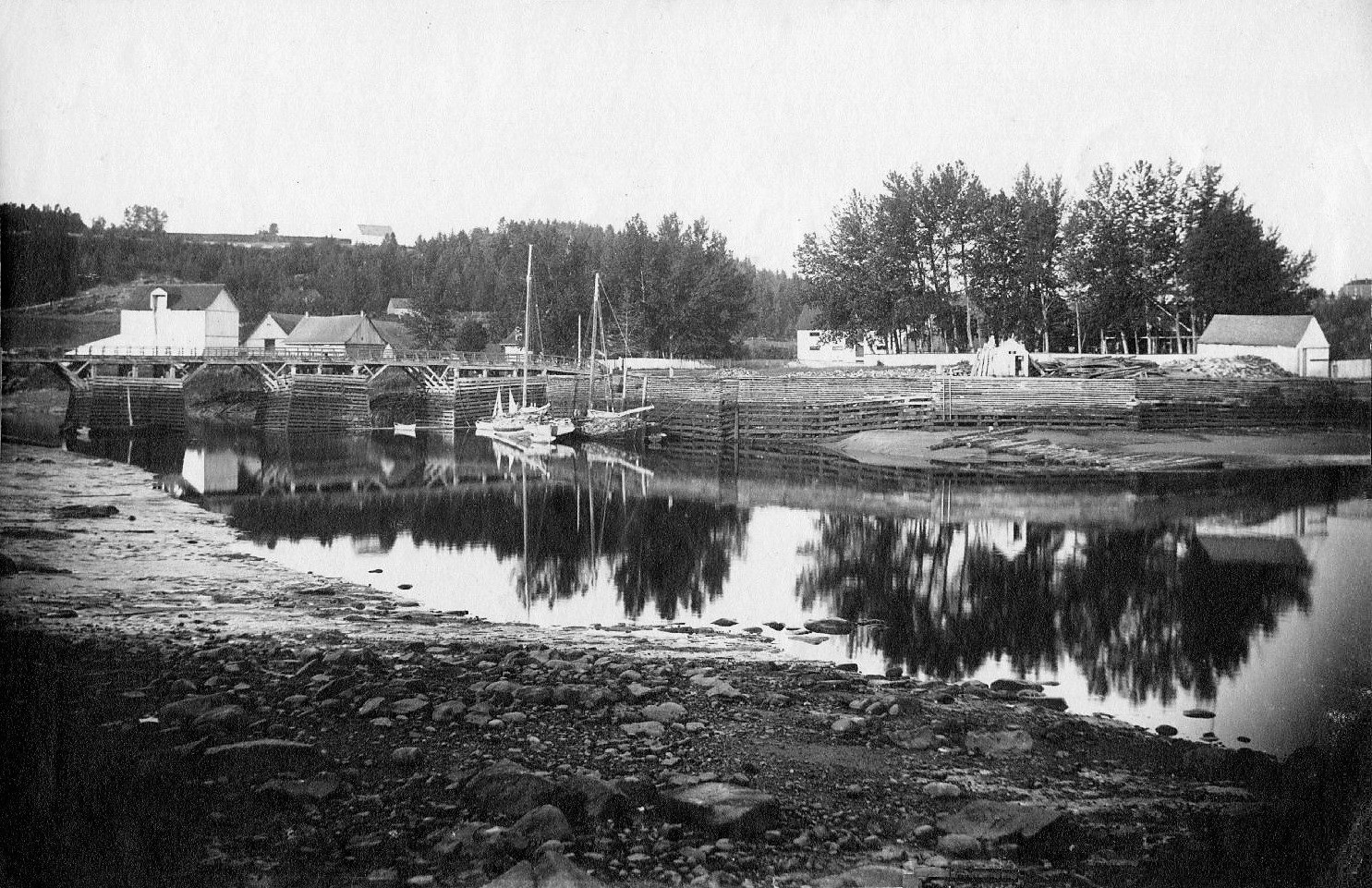
Résidence Price vers 1910
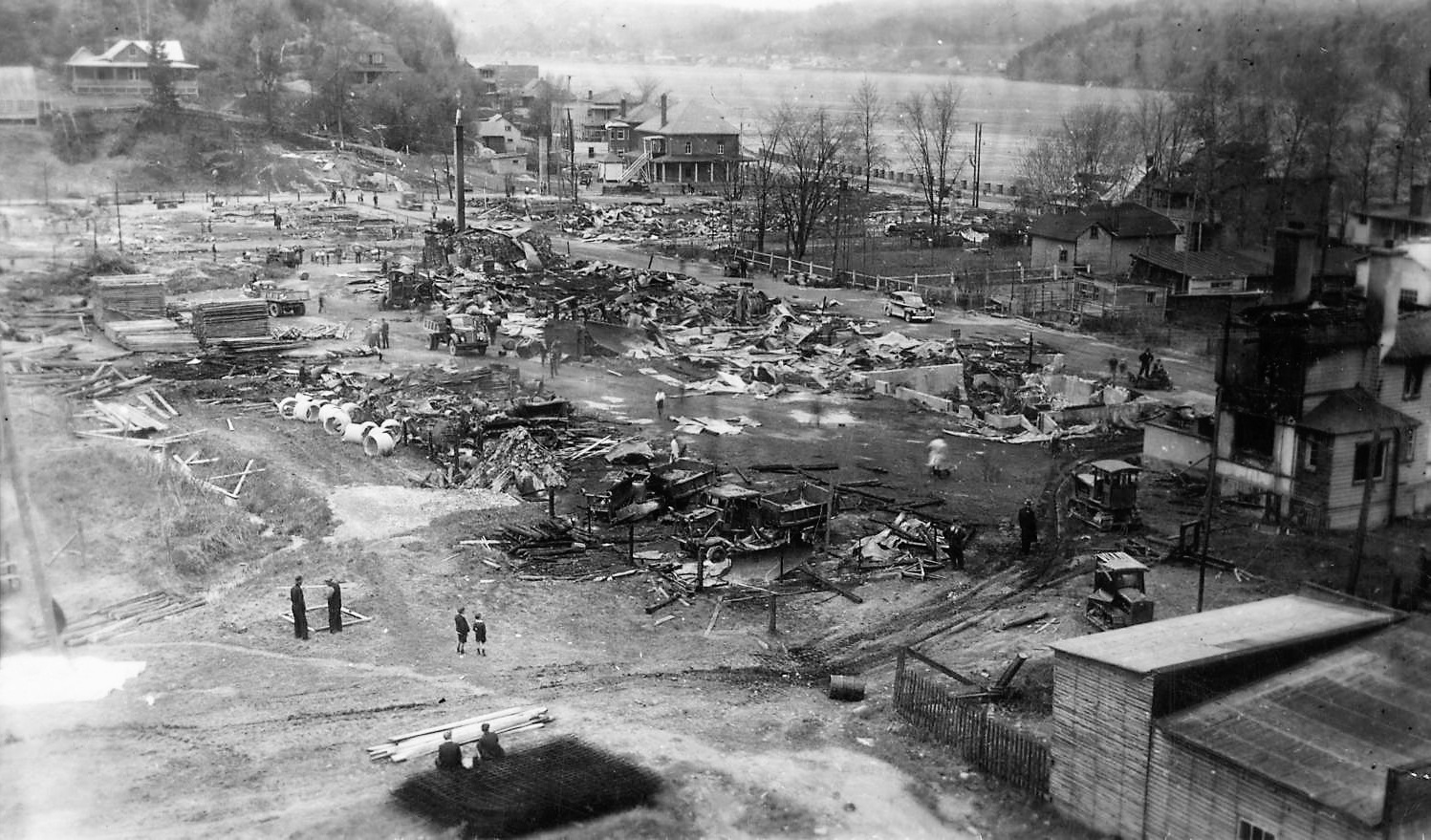
Grand incendie de 1946

## Description
Le quartier Rivière-du-Moulin (ou Chicoutimi-Est) dans sa forme actuelle peut être séparé en trois secteurs distincts.
On peut premièrement identifier le secteur Saint-Nom-de-Jésus qui s'étend depuis la rue du Bon-Conseil (à l'ouest) jusqu'au pied de la côte du boulevard du Saguenay. Il s'agit d'un secteur ouvrier composé principalement d'habitations à prix modique. Il longe la rivière Saguenay sur sa plus grande partie et est traversé par la rivière Langevin. Il comporte aussi un parc de maisons mobiles ainsi qu'un parc de planche à roulettes. 

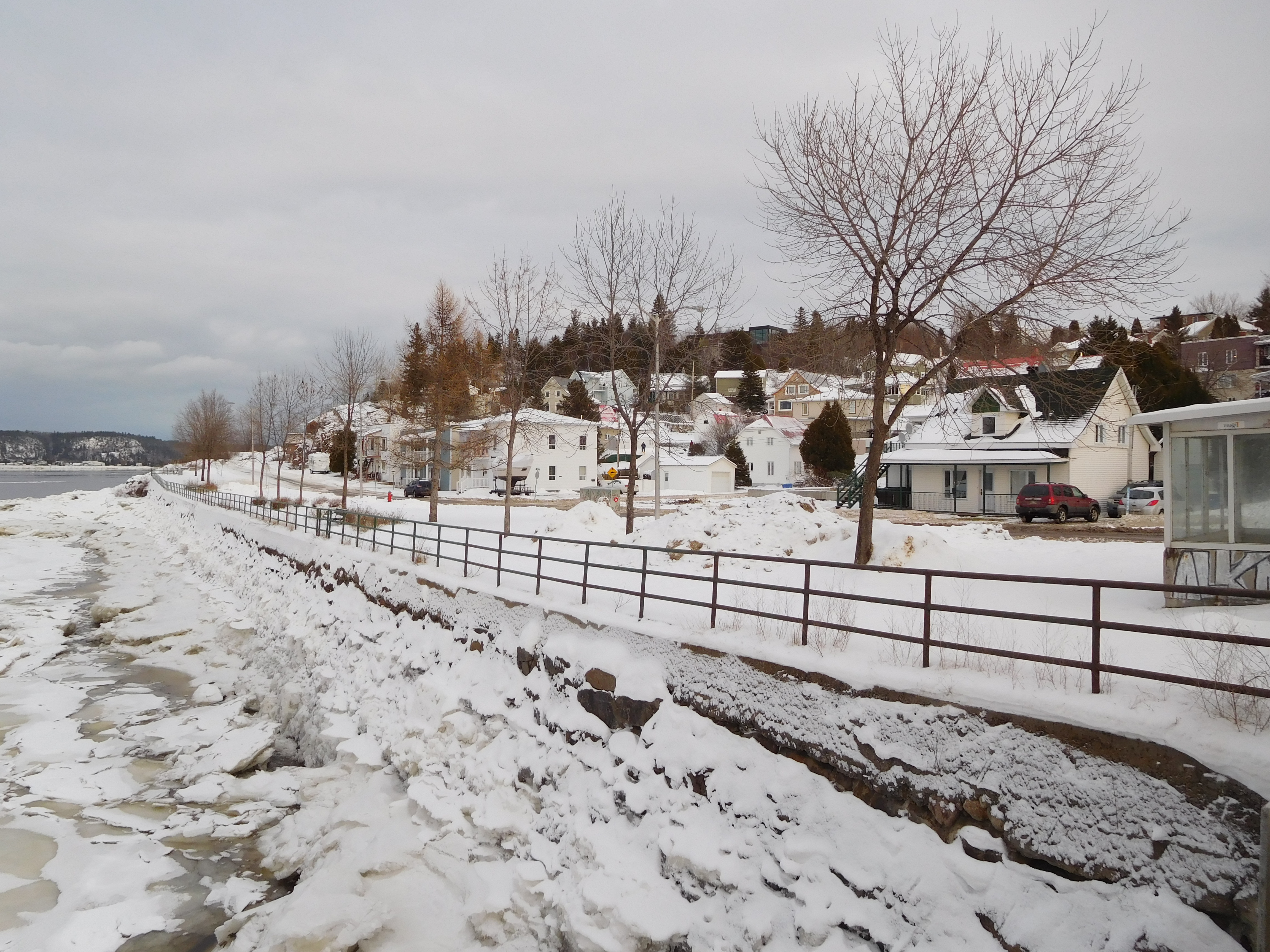
Le long du Saguenay
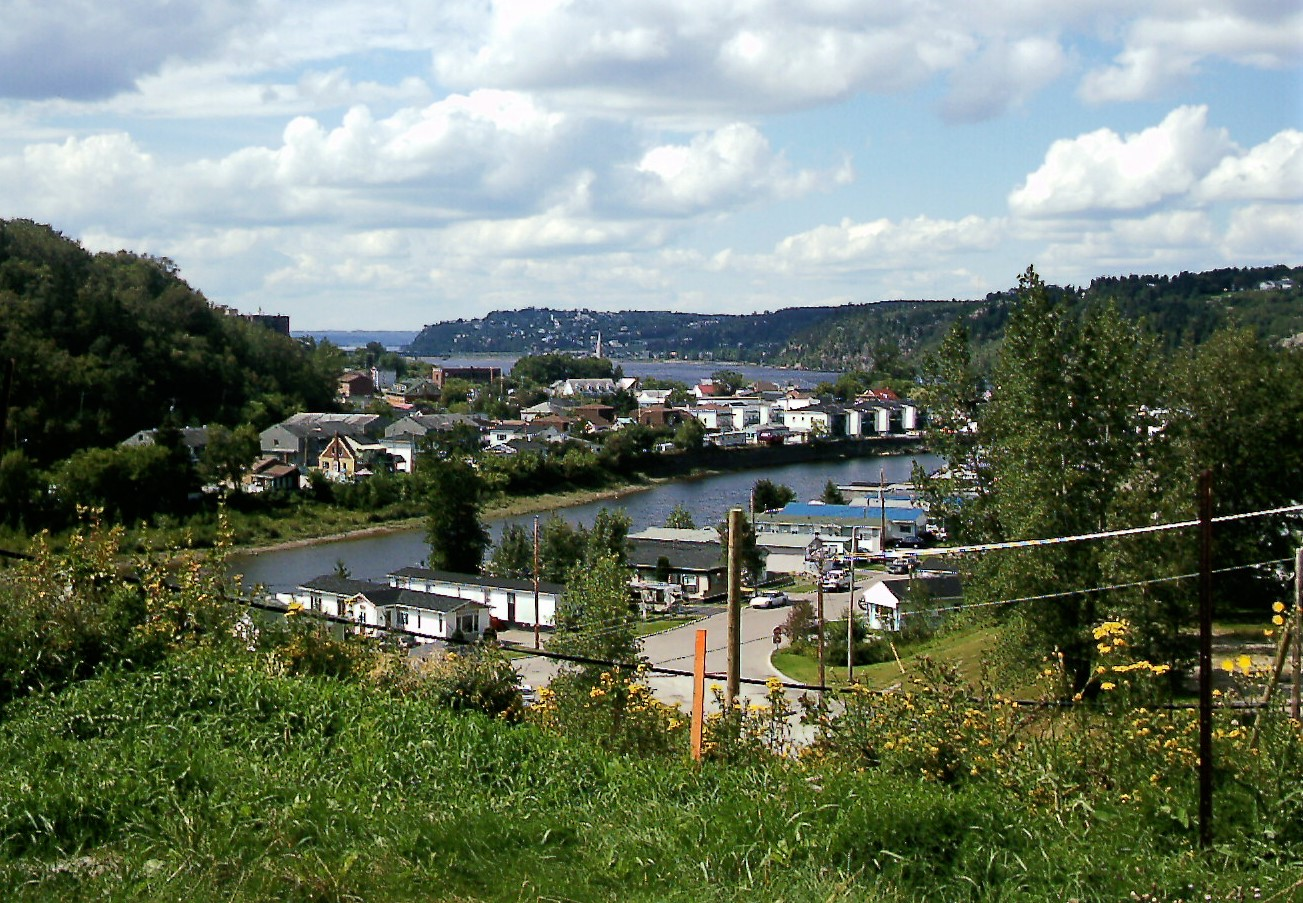
Saint-Nom-de-Jésus
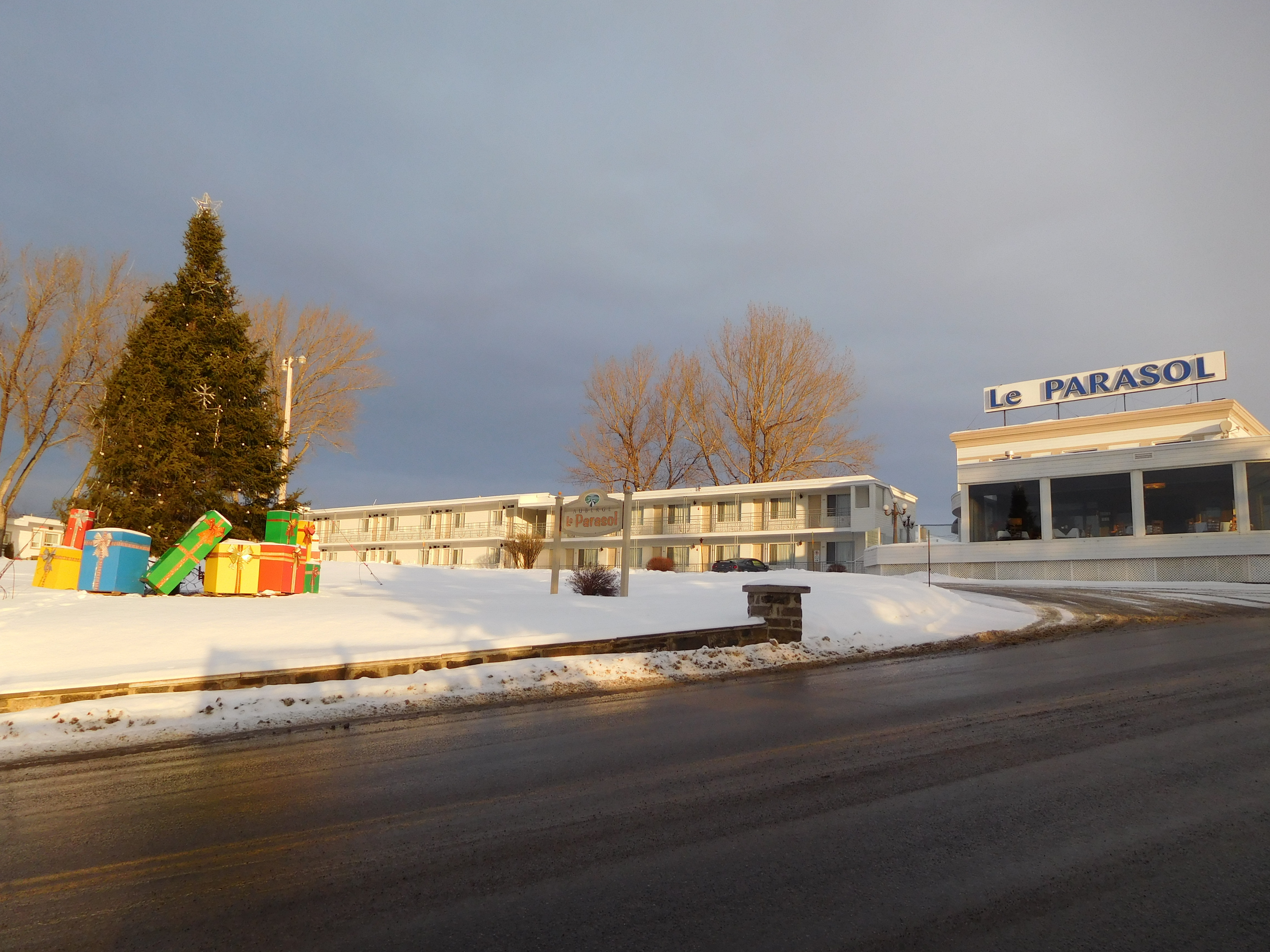
Auberge Le Parasol
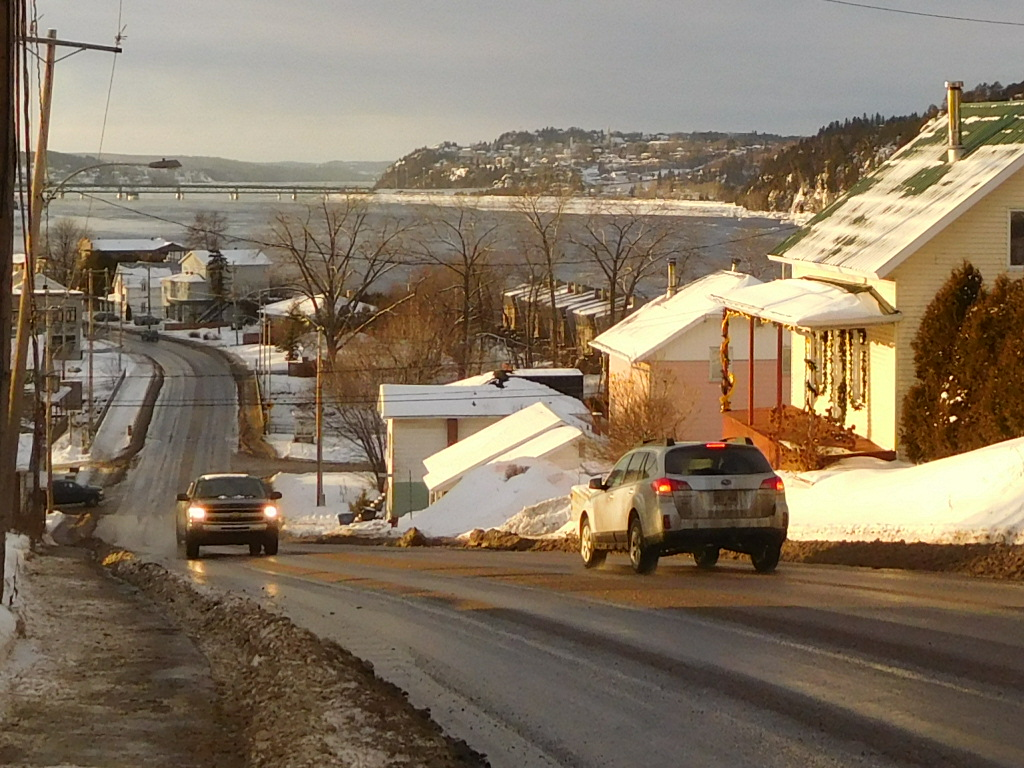
Côte du Parasol

Le second secteur, Saint-Isidore, est situé en haut de la côte du boulevard du Saguenay et il s'étend jusqu'à son intersection avec la rue de Normandie. Il s'agit d'un secteur plus cossu et on y retrouve principalement des habitations de type unifamilial. Dans ce secteur sont situés la plupart des commerces du quartier, également le parc Peter McLeod et deux écoles : Saint-Denis et Saint-Isidore.

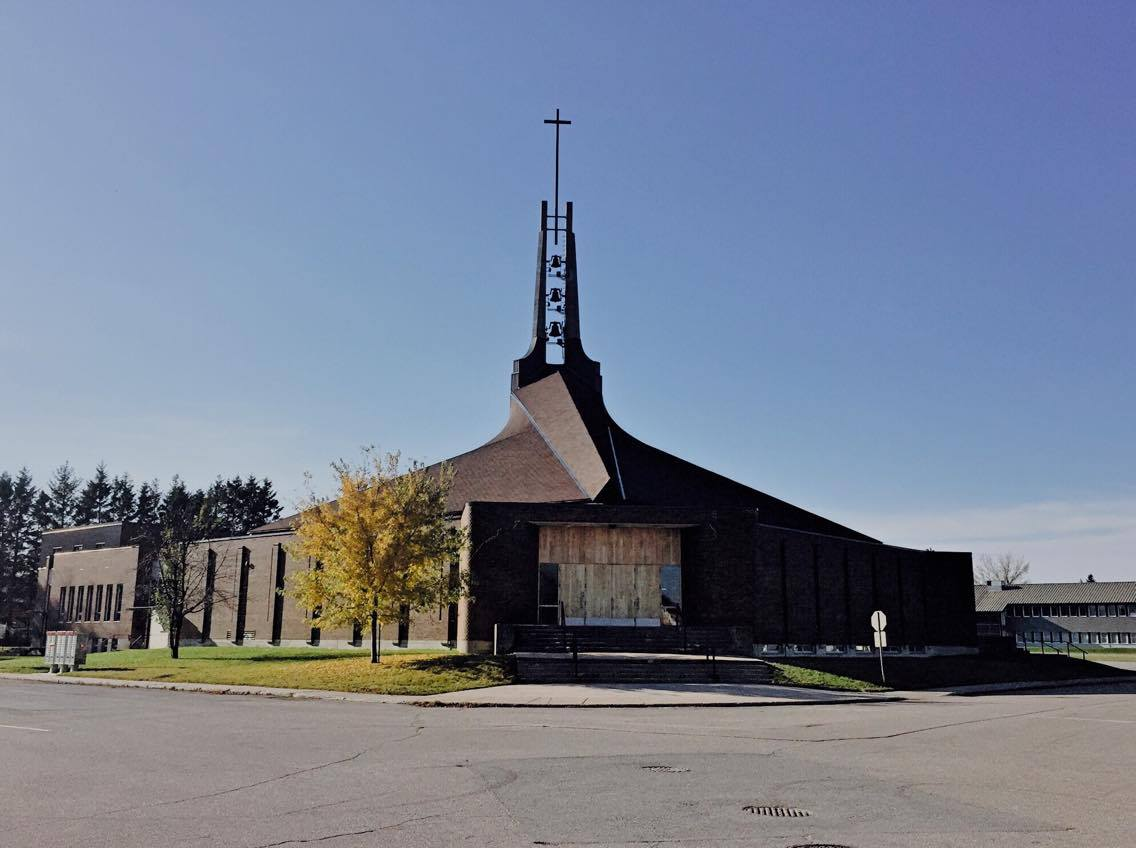
Église de Saint-Isidore
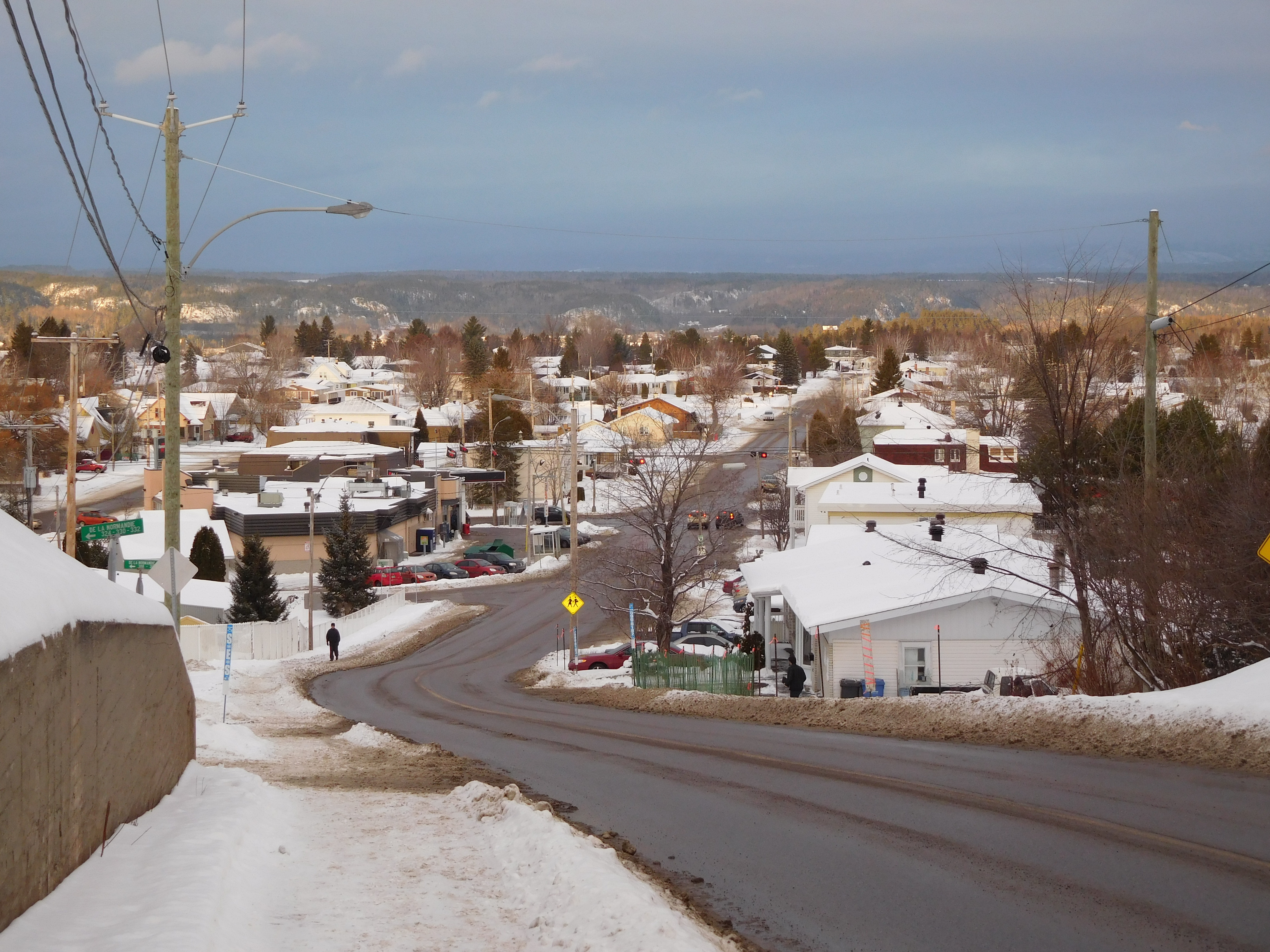
Rue de Normandie
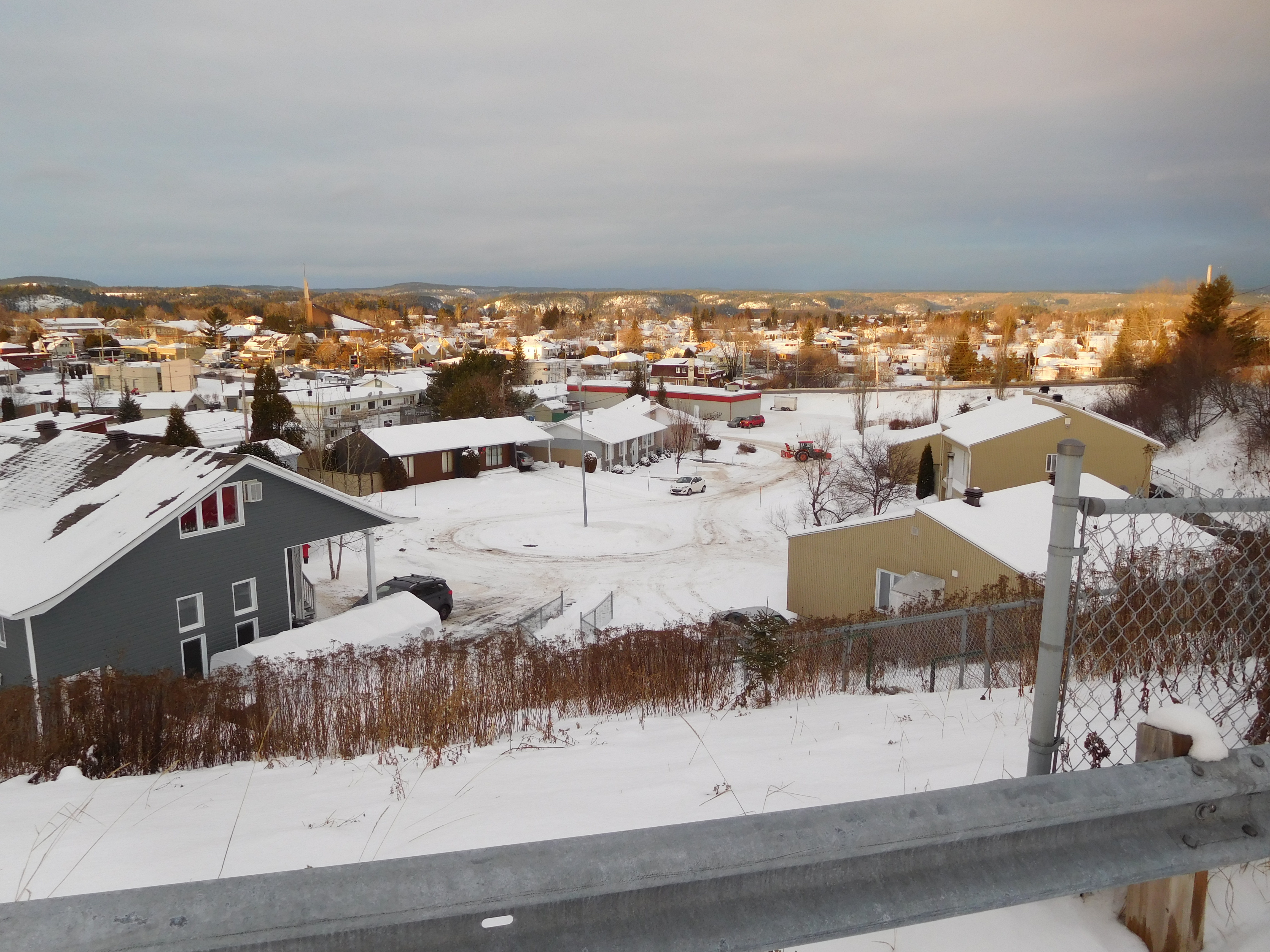
Rue du Luberon
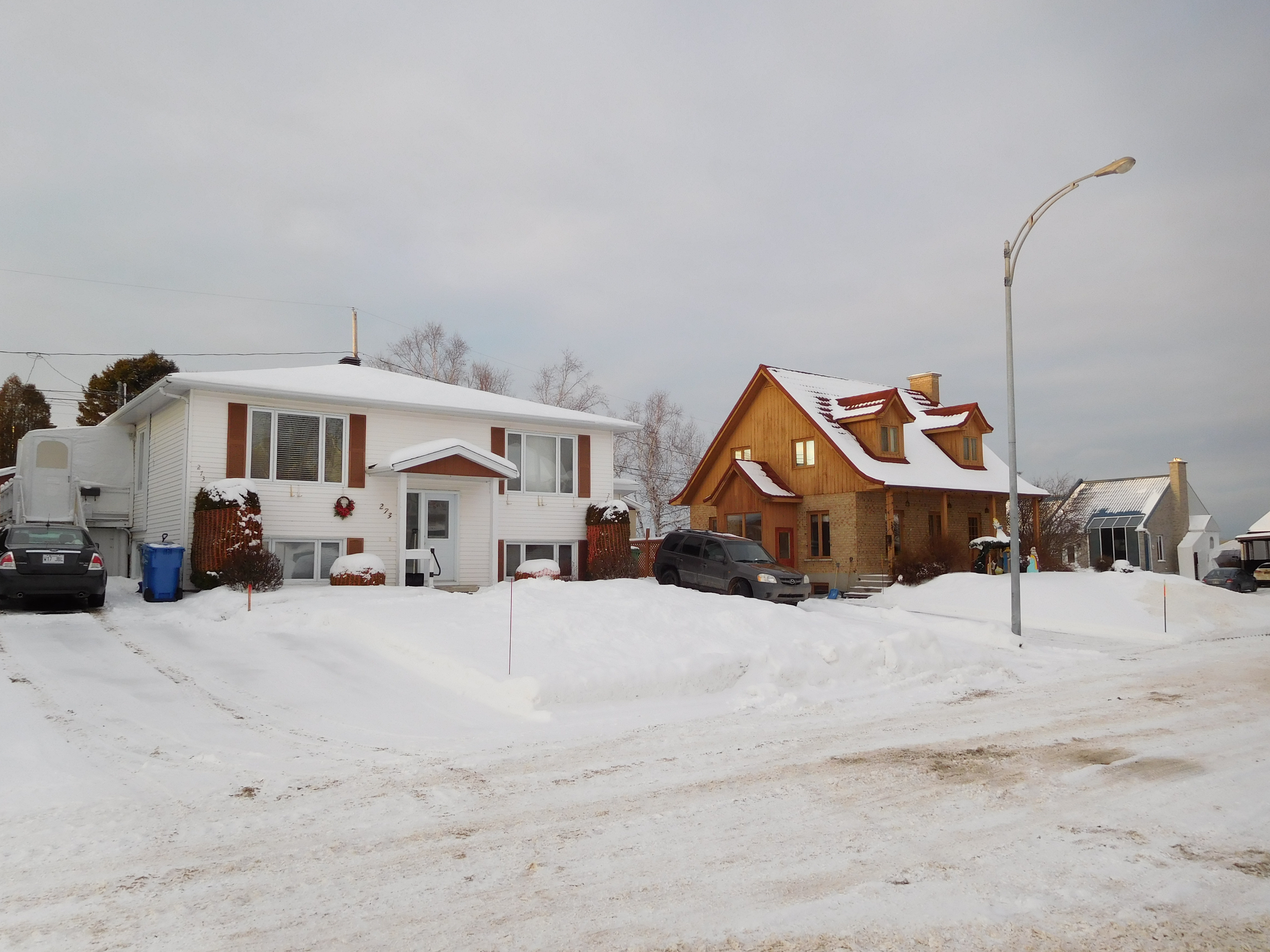
Rue du Père-Fiset

Un troisième secteur, Hamel-et-Fradette, s'est développé plus récemment sur les anciens terrains d'Adélard Gobeil. Le parc Gobeil-Hamel-et-Fradette surplombe la rivière du Moulin.
Dans ce quartier, il y a un club de golf : Le Ricochet.
Tout près, se trouve le parc de la Rivière-du-Moulin.